# Dário Monteiro
Dário Alberto Jesus Monteiro (Maputo, 27 de fevereiro de 1977) é um futebolista moçambicano que atua como atacante.

## Carreira
Começou a atuar profissionalmente no Desportivo Maputo, em 1995, e no ano seguinte transferiu-se para a Académica, tendo passagem destacada no time português (163 jogos, 75 gols marcados entre 1996 e 2003).
A partir de 2003, Dário passaria por outras equipes: Al Jazira (2003-04), um retorno à Académica (2004-05), Vitória de Guimarães (2005-06), Estrela da Amadora (2006-07) e Nea Salamis (2007-08). Em 2008, retornou ao futebol africano, defendendo o Mamelodi Sundowns e o SuperSport United, sem sucesso.
Em 2011, Dário retornou a Moçambique para jogar no Muçulmana Maputo, e no ano seguinte, voltou ao Desportivo Maputo.

## Seleção
Dário defendeu a Seleção de Moçambique em 88 partidas, marcando 21 gols entre 1998 e 2011.
Participou de duas edições da Copa Africana de Nações (1998 e 2010), mas também não colaborou muito para alavancar o desempenho dos Mambas, eliminados na primeira fase dos dois torneios.